# Ельжбета Рикса
Ельжбета Рикса (пол. Ryksa Elżbieta, Елішка Рейчка нар.1 вересня 1286, Познань) — королева-консорт Чехії, дружина чеського короля Вацлава II, потім Рудольфа I Габсбурзького, який посів чеський престол після смерті Вацлава III; дочка польського короля Пшемисла II і його другої дружини Рикси Шведської (в честь якої і була названа), дочки поваленого скандинавського правителя Вальдемара. Її ім'я від народження було Рикса, ім'я Ельжбета вона прийняла після першого шлюбу. Рикса Ельжбета — перша польська жінка, в якої відомо точну дату народження і смерті.
Незабаром після народження (у 1288 році) Рикса осиротіла: померла мати — улюблена дружина правителя Великої Польщі. Згідно з тодішніми звичаями, ще в 1291 році, у віці лише трьох років, вона була заручена з сином маркграфа Бранденбурга Альбрехта III, Оттоном.

## Життя
Дитинство пройшло під пильним наглядом старшої сестри Перемишля ІІ Анни в цистерціанському монастирі в Овінську. Її батько, коронований король Польщі, був убитий в Рогозіно 8 лютого 1296 році, коли вона була немовлям. Інших дітей, окрім неї, у короля не було. Таким чином Рикса стала важливою учасницею в питанні на польський трон. Ще в дитинстві вона була обіцяна в дружини Отто, синові маркграфа Бранденбурга, однак він помер у дитячому віці.
Смерть правителя Великої Польщі повністю змінила геополітичну ситуацію в цій частині Європи — та подальшу долю молодої сироти. Піклування про Риксу перейняла третя дружина Перемишля II Малгожата Асканьська (з османської лінії, що була в союзі з правителем Великої Польщі), яка також була сестрою нареченого П'ястнове. З незрозумілих причин Малгожата, незважаючи на прив'язку вдови до Великої Польщі, незабаром після смерті чоловіка вирішила поїхати в Бранденбург зі своєю падчерицею. Запланований шлюб не відбувся в зв'язку з несподіваною смертю її нареченого 11 березня, 1298 або 1299 року.
Смерть Оттона Бранденбурга знову ускладнила ситуацію Рикси, особливо тому, що дочка останнього П'яста з Великопольської лінії була чудовою партією для кожного кандидата на польську корону. Не дивно, що коли великопольські магнати в одній зі своїх умов до Вацлава II перед його коронацією, як короля Польщі 25 липня 1300 У Гнєзно він привіз Риксу до Праги.

### Перший шлюб
У 1300 році Рикса стає дружиною овдовілого короля Чехії Вацлава II, який бажав отримати Польщу (він захопив Краків ще за життя батька Рикси). Через юний вік весілля було відкладене до 26 травня 1303 року, коли вона прибула до Праги і була коронована як королева Чехії і Польщі під ім'ям Ельжбети.
Вацлав II вирішив почекати з шлюбом, щоб П'ястнуна досяг п'ятнадцяти. До цих пір дочку Пшемисла II доглядали вдови чеського князя Лешека Царного, Грифіно, який був пов'язаний з правителем Чехії. 26 травня 1303 р. У Празькому соборі відбулося весілля Рикси Перемеслівни з Вацлавом ІІ Пшемислідом. Церемонія поєднувалася з коронацією Рикси, яка з цього приводу прийняла ім'я Ельжбета та була коронована як королева Чехії і Польщі під ім'ям Ельжбети. Він зробив урочистий акт за згодою архієпископа Майнца і Гнєзно єпископа Вроцлава Генрі Вярзна. Шлюб тривав недовго, тому що через два роки, 21 червня 1305 року, Вацлав II помер від туберкульозу, залишивши Риксу Ельжбету з титулом вдови та 20 000 срібних штрафів.
З серпня по жовтень Єлизавета була регенткою, поки її пасинок Вацлав III не зайняв трон, але він був убитий в 1306 році в Оломоуці. Польський трон зайняли Куявські князі династії П'ястів.
У Ельжбети від цього шлюбу була тільки одна дитина, дочка Анежка, народжена за кілька днів до смерті чоловіка, 15 червня 1305 року.
Донька вступила в шлюб з силезьким князем Генріхом Яворським, але вони не мали дітей. Її перша вагітність закінчилася викиднем після перегонів на коні.

### Другий шлюб
Правління Вацлава III, сина і наступника Вацлава II (пасинок Рикси) тривало один рік. Його смерть 4 серпня 1306 року внаслідок спроби вбивства, проти закінчення головної лінії династії Перемишліду, знову зробила Риксу Ельжбету великою кандидаткою на дружину кандидата на вакантний чеський і польський трон. Новим правителем зрештою був син римського короля Альбрехта I Габсбургів Рудольфа III Габсбурга, який, з метою зміцнення своєї позиції 16 жовтня 1306, одружився з Риксою Ельжбетою у Празі. За словами сучасних істориків, Рудольф справді любив дружину. В Оттокарі Стрийському писано, він закохався пристрасно у прекрасну вдовицю сімнадцятирічну королеву Риксу. Однак шлюб тривав до 3 липня 1307 року. Рудольф, не впоравшись з внутрішньою опозицією, помер після нетривалої хвороби. Також смерть її другого чоловіка принесла Піастну круглу суму в 20 000 срібних штрафів. У віці 19 років Рикса Ельжбета вже двічі стала вдовою.
Повторно Ельжбета одружилася 16 жовтня 1306 роки з Рудольфом I Габсбургом, сином Альбрехта I (короля німецького і римського). Рудольф був обраний королем Чехії, а Ельжбета залишилася королевою. Але тільки на короткий час — 4 липня 1307 Рудольф помер від дизентерії під час військової кампанії проти повсталої частини чеського дворянства. За його волі Альбрехт забезпечив її земельними володіння і великою сумою грошей.

### Вдівство
Королева вирішила, нарешті, придбати заставу кількох міст, розташованих поблизу східних кордонів Богемії, з головним центром у Градец, який потім отримав прізвисько Градец Кралове з Рики. Після смерті чоловіка Ельжбета переселилася в відданий їй Градец-Кралове. Проте неможливо було негайно покрити куплену заставу через складну політичну ситуацію в Богемії. Під час триваючої громадянської війни між Генріком Каринським і його братом Рудольфом Фрайдеріком Габсбургом Рикса Ельжбета рішуче підтримав свого зятя, і тому мусила втекти з території, яку він займав. Лише в серпні 1308 року королева могла повернутися в Градец, де в своїх маєтках зайнялася пропагандою культури і мистецтва (заснована нею готична церква св. Духа).
У 1310 році чеський трон був перехоплений новим правителем Яном Люксембурзьким, одружений з дочкою Вацлава II від першого шлюбу з Ельжбетою. Правління Яна зіткнулося з сильною опозицією з боку чеських магнатів, яких також підтримала Рикса Ельжбета. Однією з причин знаходження Рикси Ельжбети в опозиції до Ян Люксембургу була гордість королеви після піднесення дочки Вацлава II і її пасерби Елізабет. Другий — лідер анти Люблінської опозиції, найвищий маршал, Моравянин Генрік з Ліпи, з яким королева почала тісну співпрацю. Незабаром відбувся роман між Риксою і Генріком, який з політичних причин не міг закінчитися весіллям (мова йшла не тільки про нерівність держав, а й про те, що можливий шлюб зробить Анрі Ліпи претензійним на трон). Щоб послабити позицію потужного магната в 1315 році. Ян Люксембург позбавив Генріка всіх офісів і вирішив ув'язнити його. Однак позиція королеви в Чехії була настільки сильною, що Ян, не бажаючи ризикувати громадянською війною, в квітні 1316 остаточно випустив Генріха з в'язниці.
В шлюб вона не вступала, але жила з моравським гетьманом Їндржихом з Липи. Вони переїхали в Брно, де вона прожила 10 років до своєї смерті в 1335 році. Похована в Брно в монастирському храмі Вознесіння Діви Марії, поруч з Їндржихом з Липи.

## посилання
- Leoš a Ulla Zeman. Kdo byla matka královny Alžběty Rejčky?
- Leoš Zeman. Alžběta Rejčka a Anežka Javorská
- Ivan Dubec. Osobnost královny Elišky Rejčky